# Bon Nant
Pour les articles homonymes, voir Nant et Bonnant.
Le Bon Nant est un torrent de France, affluent de rive gauche de l'Arve, qui coule dans le val Montjoie en Haute-Savoie, aux Contamines-Montjoie et conflue à Passy après avoir traversé Saint-Gervais-les-Bains. Parfois orthographié Bonnant, la première partie de son cours sous le col du Bonhomme est appelée Nant-Borrant.

## Histoire

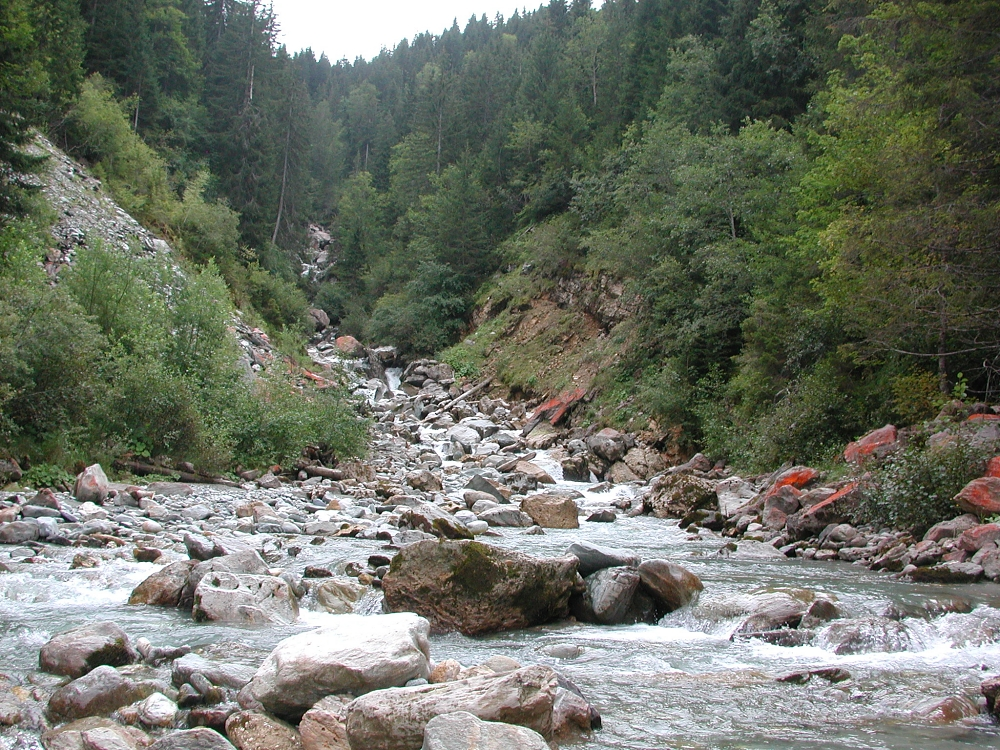
Le Bon Nant aux Contamines-Montjoie.

La vallée du Bon Nant est, dès le Ier siècle, un lieu de passage (col du Joly, col du Bonhomme, col de la Seigne), et de pâture, connue sous le nom de val Montjoie, bastion avancé du Faucigny, qui rejoint ensuite le comté de Savoie.
Dans la nuit du 12 juillet 1892, un lac intraglaciaire du glacier de Tête-Rousse est libéré d'un seul coup par rupture du glacier ; des milliers de mètres cubes d'eau dévalent alors le Désert de Pierre Ronde, s'engouffrent dans la vallée de Bionnassay, détruisent en partie le village de Bionnay, avant de s'enfoncer dans la gorge en aval du village de Saint-Gervais-les-Bains. L'établissement thermal qui se trouve au débouché de la gorge est emporté par la force du torrent qui charrie avec lui de la boue et des rochers. Le bâtiment est complètement détruit et l'on compte près de deux cents victimes dans la vallée.

## Alimentation et équipement

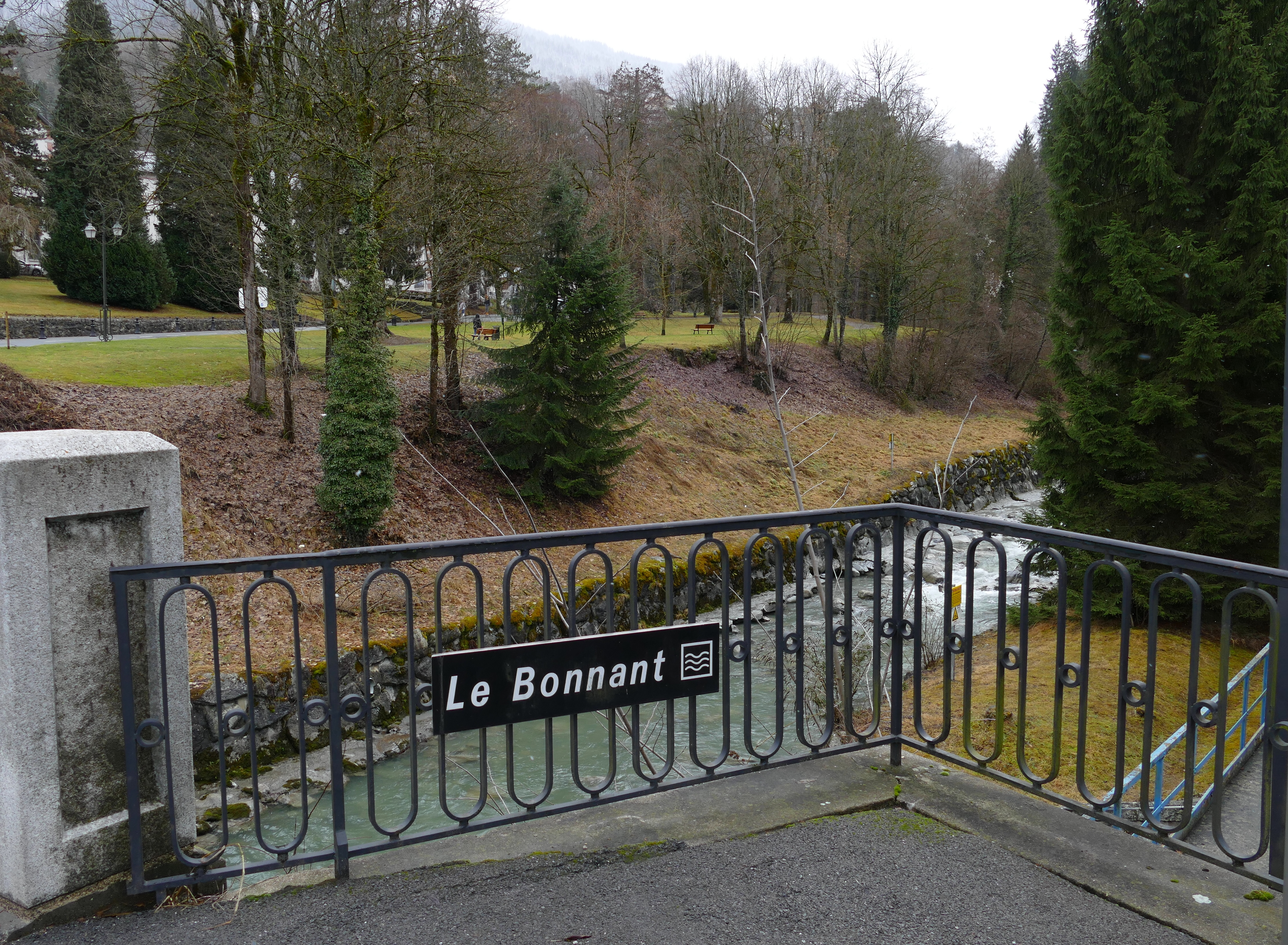
Le Bon Nant au Fayet, près de l'entrée du parc thermal.

De 23,3 km de longueur, l'alimentation principale du Bonnant est la fonte des glaciers, ce qui fait que l'étiage d'hiver y est très accusé, bien qu'une partie moyennement boisée du bassin fournisse en tous temps des réserves. Le Bon Nant est très tôt équipé sous la forme d'une première chute, exploitée pour l'éclairage électrique de Saint-Gervais-les-Bains et du Fayet puis dès 1908 pour la production électrique par la société ancêtre d'Ugitech. La puissance moyenne annuelle utilisée est alors de 8 000 cv au Fayet et de 3 000 à Bionnay.